# 1454512005 RM
(145451) 2005 RM43, وتكتب أيضا (145451) 2005 RM43 جرم وراء نبتوني يدور حول الشمس في القرص المتفرق وراء حزام كايبر . تم اكتشافه في 9 سبتمبر 2005 من قبل أندرو بيكر، أندرو باكيت وجيريمي كوبيكا في مرصد أباتشي بونت سونسيبوت، نيومكسيكو.
هذا الجرم يعتبر كوكب قزم محتمل جدا وفقا لغونزالو تانكردي ومايكل بروان. بناء على بياض متوقع قدرة 4.4 ، ويمكن أن يكون قطر الجسم في حدود في نطاق 350-800 كيلومتر، اعتمادا على البياض المتوقع وانعكاسية سطح الجسم . وبعض المصادر تقدر قطرة في حدود 580كم . ولقد لوحظ 219 مرة خلال أحد عشر مقابلة في صور مستردة تعود إلى عام 1976 .

### وصلات خارجية
- (145451) 2005 RM43 Precovery Images
- 1454512005 RM في قاعدة بيانات مختبر الدفع النفاث لأجرام النظام الشمسي الصغيرة

- الاكتشاف · مخطط المدار ·  العناصر المدارية · المعلمات المادية